# Szaroblaszek zgliszczowy

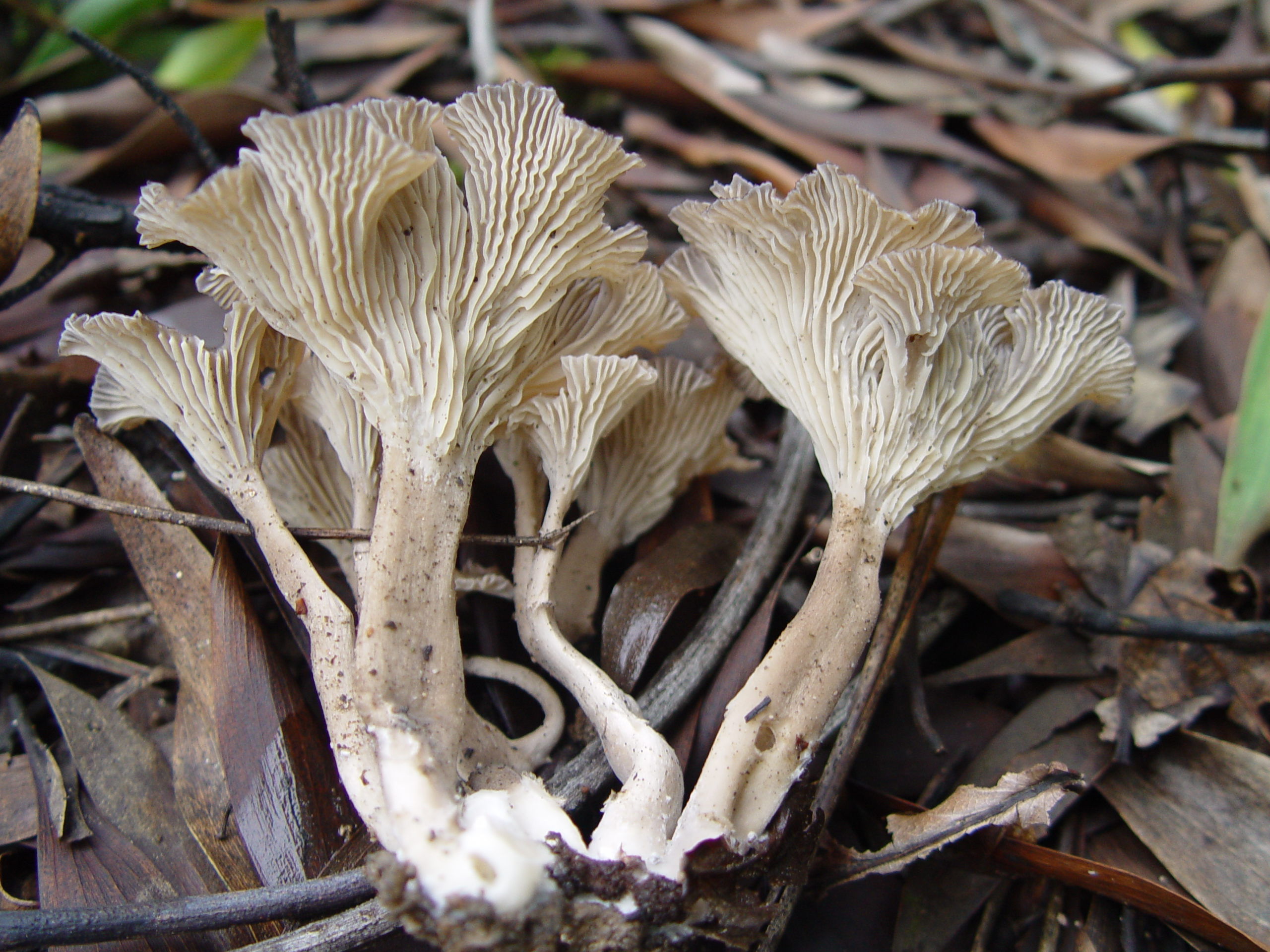

Szaroblaszek zgliszczowy (Faerberia carbonaria (Alb. & Schwein.) Pouzar) – gatunek grzybów z rzędu żagwiowców (Polyporales).

## Systematyka i nazewnictwo
Pozycja w klasyfikacji według Index Fungorum: Faerberia, Incertae sedis, Polyporales, Incertae sedis, Agaricomycetes, Agaricomycotina, Basidiomycota, Fungi.
Po raz pierwszy zdiagnozowali go w 1805 r. Johannes Baptista von Albertini i Lewis David von Schweinitz nadając mu nazwę Merulius carbonarius. Obecną, uznaną przez Index Fungorum nazwę nadał mu Zdeněk Pouzar w 1981 r. Synonimy:

- Cantharellus anthracophilus Lév. 1843
- Cantharellus carbonarius (Alb. & Schwein.) Fr. 1874
- Cantharellus leucophaeus (Pers.) Nouel 1831
- Cantharellus radicosus Berk. & Broome 1866
- Cantharellus umbonatus var. carbonarius (Alb. & Schwein.) Fr. 1821
- Geopetalum carbonarium (Alb. & Schwein.) Pat. 1887
- Lentinus carbonarius (Alb. & Schwein.) Kühner 1980
- Merulius carbonarius Alb. & Schwein. 1805
- Merulius leucophaeus (Pers.) Kuntze 1891
- Merulius leucophaeus Pers. 1825
- Merulius umbonatus subsp. carbonarius (Alb. & Schwein.) Pers. 1825
- Merulius umbonatus var. carbonarius (Alb. & Schwein.) Fr. 1821

Jest jedynym gatunkiem monotypowego rodzaju Faerberia.
Polską nazwę zaproponował Władysław Wojewoda i inni w 1987 r. Wcześniej gatunek ten opisywany był przez S. Chełchowskiego jako pieprznik zgliszczowy.

## Morfologia
Kapelusz
Podobny do pieprznika jadalnego. Średnica 2–6 cm, lekko wklęsły. Powierzchnia o barwie od ciemnobrązowej przez umbrobrązową do czarnobrązowej.
Blaszki
Daleko zbiegające na trzon, jasnoszare, rozwidlone i częściowo połączone anastomozami.
Trzon
Gładki, o barwie od brudnoszarobeżowej do brązowej.
Cechy mikroskopowe
Wysyp zarodników: biały. Bazydiospory eliptyczne, gładkie, nieamyloidalne, o rozmiarach 8,5–11 × 3,5–5 μm. Cystydy grubościenne z kryształkami.

## Występowanie i siedlisko
Znany jest tylko w Europie. Występuje od Hiszpanii po południową Szwecję. W piśmiennictwie naukowym na terenie Polski podano kilka tylko stanowisk. Znajduje się na Czerwonej liście roślin i grzybów Polski. Ma status R – gatunek potencjalnie zagrożony z powodu ograniczonego zasięgu geograficznego i małych obszarów siedliskowych.
Naziemny grzyb saprotroficzny i wypaleniskowy. Występuje w lasach na pogorzeliskach. Owocniki wytwarza od czerwca do października.